# Cardamine des prés
Cardamine pratensis
Pour les articles homonymes, voir Cardamine.
Espèce
Classification phylogénétique

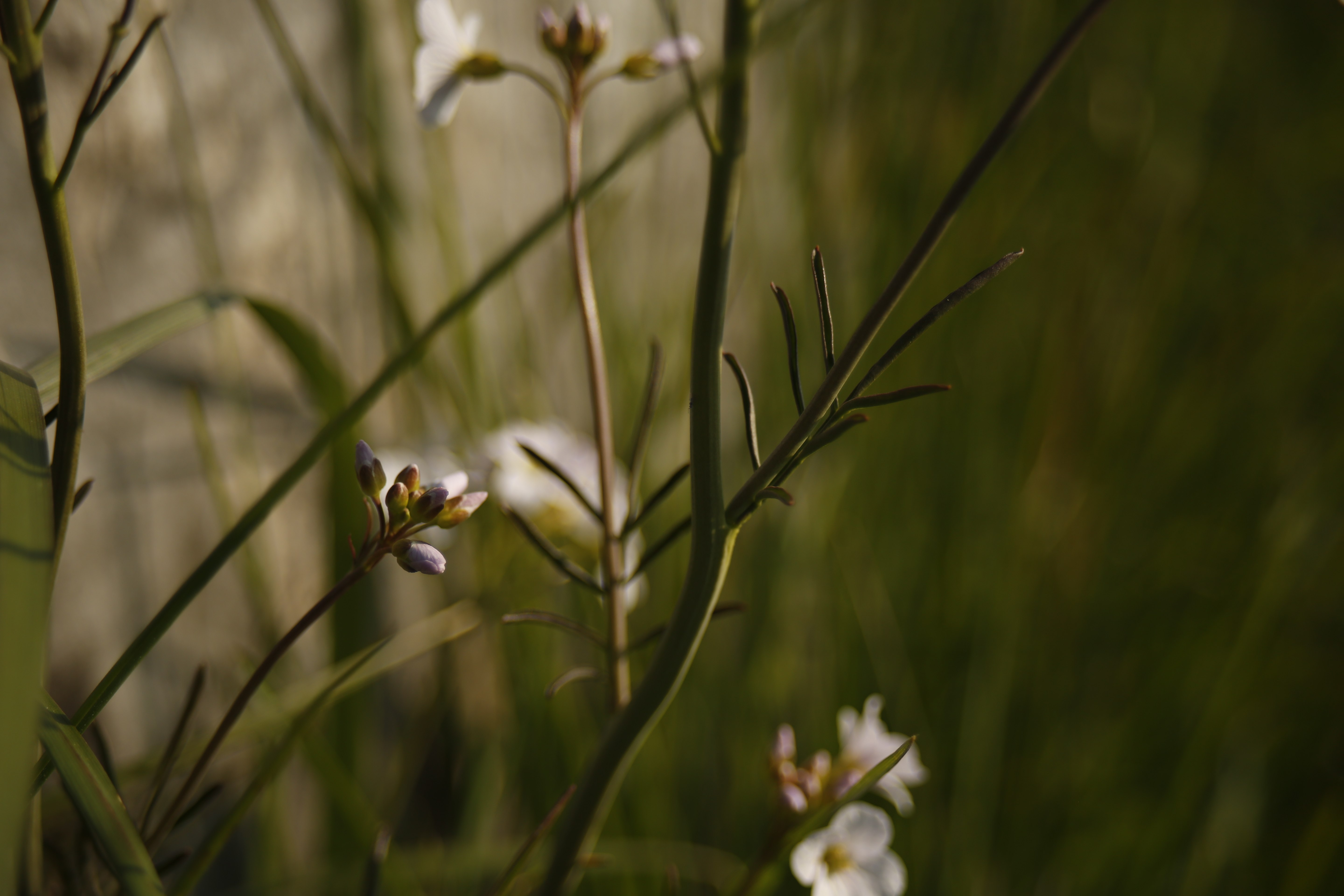
Cardamine des Près.

La Cardamine des prés, ou Cresson des prés (Cardamine pratensis), est une espèce de plantes herbacées vivace de la famille des Brassicacées.

## Étymologie et dénominations
« Cardamine » est la francisation du latin cardamina qui désignait en latin et en grec (kardaminê, kardamon ou kardamis) un cresson, sans doute le cresson alénois.
La plante possède plusieurs noms vernaculaires : cressonnette ou cresson des prés, faux cresson, passerage sauvage, petite dentaire, bouquet du loup, Saint-Georges.

## Description

### Appareil végétatif
La cardamine des prés est une plante herbacée vivace moyenne (30 à 40 cm de haut) formant souvent de grandes colonies.
L'appareil souterrain est réduit à une souche épaisse, courte, tronquée, avec un court rhizome noduleux à peine enterré. La tige simple, glabre non ramifiée et à section ronde est creuse et dotée de feuilles à saveur de cresson. Assez peu feuillée, elle présente une hétérophyllie marquée : les feuilles basales en rosette sont longuement pétiolées et lyrées, à 3-7 folioles luisantes, ovales arrondies (parfois entières), la terminale aussi grande que les folioles latérales (ssp. paludosa) ou plus grande (ssp. pratensis). Les feuilles caulinaires alternes sont composées pennées, à 7 -15 folioles étroites lancéolées (segments étroits, linéaires), la terminale plus allongée. Leurs deux faces sont glabres.

### Appareil reproducteur
La période de floraison a lieu d'avril à mai. L'inflorescence est une grappe lâche au sommet de la tige qui porte de grandes fleurs (1-2 cm de diamètre) gynodioïques, les fleurs du bas de l'inflorescence ayant un pédoncule glabre nettement plus allongé. Le calice est composé de 4 sépales verts appliqués sur les pétales, mais moins longs qu'eux. Les 4 pétales de la corolle sont blancs roses lilas, rarement blanches, avec de légères veines plus sombres et l'extrémité échancrée légèrement. Elles présentent 6 étamines libres, de taille différente, à filet glabre et à anthère jaunes. Le pistil est surmonté d'un seul style et d'un seul stigmate. La pollinisation est entomogame. L'infrutescence porte des siliques dressées, étroites, obliques, à section ronde, munies d'un bec très court, plus longues que leur pédicelle à maturité. La dissémination des petites graines par autochorie est de type ballochorie.

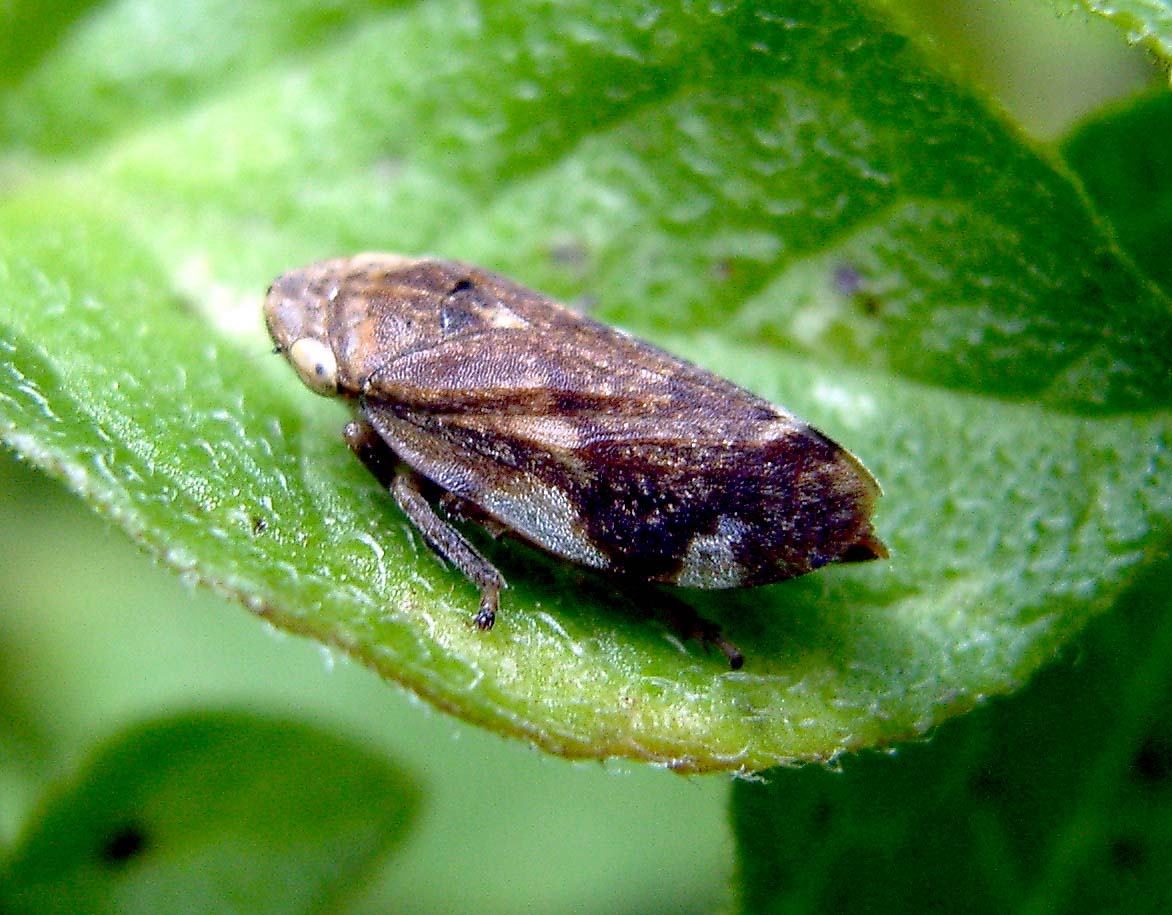
Philaenus spumarius.
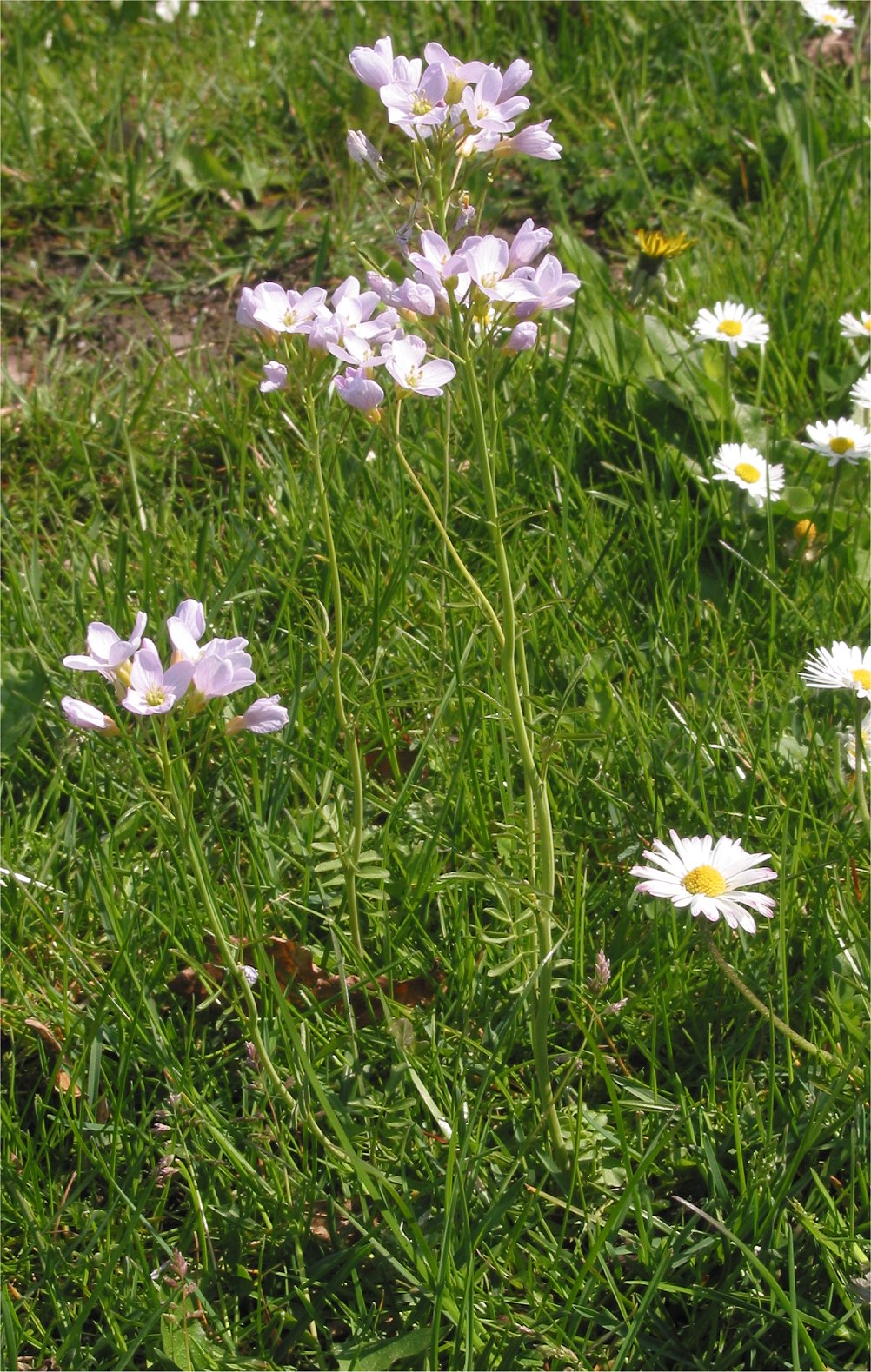
Inflorescence.
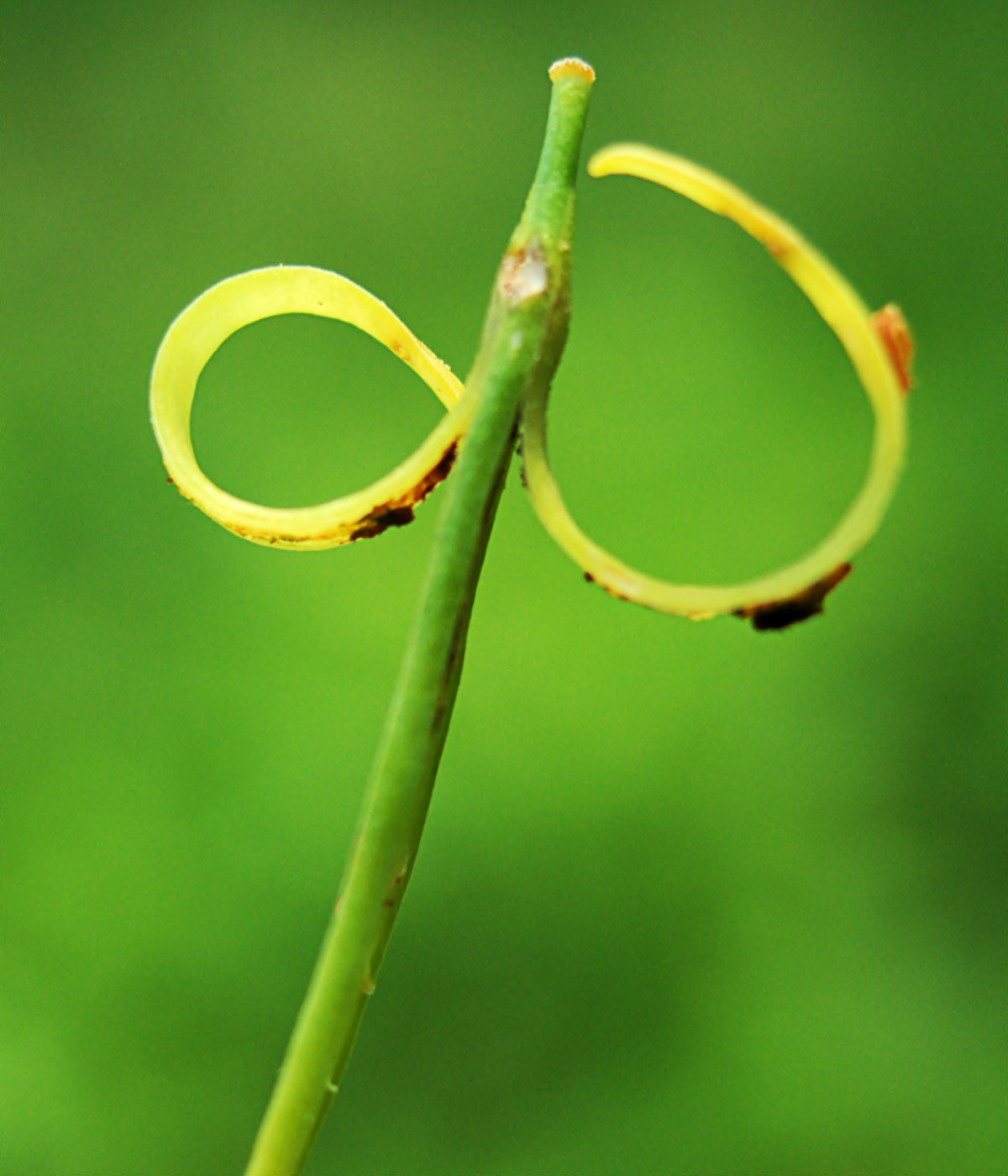
Les valves de la silique s'ouvrent élastiquement de la base au sommet, et se roulent sur elles-mêmes en lançant leurs graines.
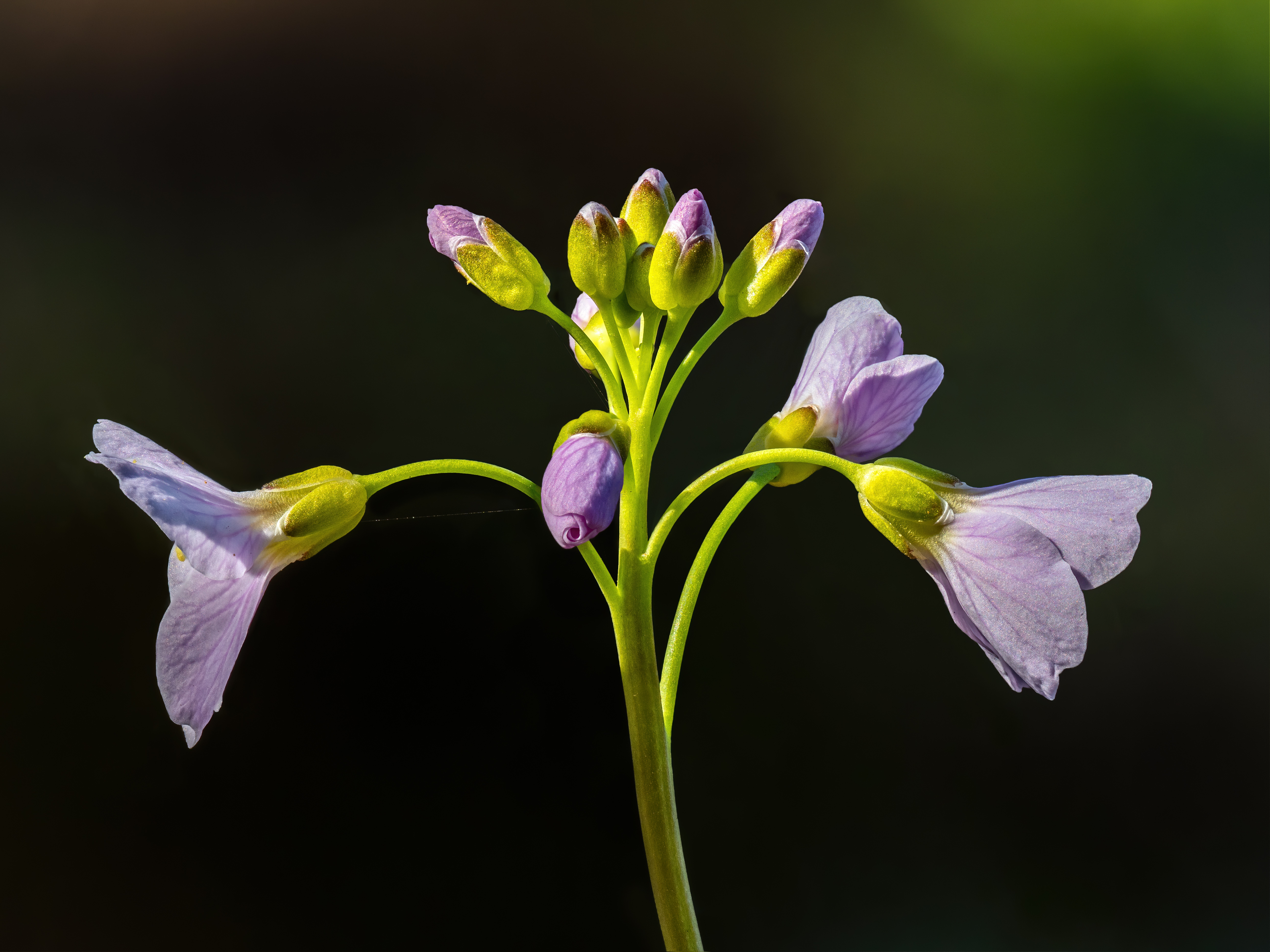
Cardamine des prés en Bavière.

## Synonymes
- Cardamine crassifolia Pourr.
- Cardamine latifolia var. crassifolia (Pourr.) Rouy & Foucaud
- Cardamine mariae Sennen
- Cardamine nuriae Sennen
- Cardamine rivularis auct. hisp.
- Ghinia pratensis (L.) Bubani

## Sous-espèces et variétés
Carl von Linné a décrit la cardamine des prés dans son ouvrage de référence Species plantarum (1753). Des sous-espèces ont été depuis définies (certaines venant d'autres espèces que la cardamine des prés) dont certaines sont synonymes entre elles, telles que: Cardamine nemorosa Lej., Cardamine praticola Jord., Cardamine rivularis Čopyk, Cardamine udicola Jord., Cardamine ullepiciana Borbas, Cardamine pratensis L. subsp. pratensis, Cardamine pratensis subsp. atlantica (Emb. & Maire) Greuter & Burdet, Cardamine pratensis subsp. genuina Čelak. (nom. inval.), Cardamine pratensis subsp. major Tomšovic, Cardamine pratensis subsp. picra De Langhe & D'hose, Cardamine pratensis subsp. ullepiciana (Borbás) Jay, Cardamine pratensis var. atlantica Emb. & Maire, Cardamine pratensis var. carpatica Zapalł., Cardamine pratensis var. dentata Schur, Cardamine pratensis var. flore-pleno Neilr., Cardamine pratensis var. grandiflora Endl., Cardamine pratensis var. grandiflora Neilr., Cardamine pratensis var. grandiflora Schur, Cardamine pratensis var. macrantha Schur, Cardamine pratensis var. parvifolia Wimm. & Grab., Cardamine pratensis var. pleniflora Schur, Cardamine pratensis var. pseudo-hirsuta Schur, Cardamine pratensis var. pubescens Wimm. & Grab., Cardamine pratensis var. subrivularis Schur, Cardamine pratensis var. typica Beck (nom. inval.) Cardamine pratensis var. angustifolia Hook. est synonyme de Cardamine nymanii Gand.

## Écologie
La cardamine des prés est notamment la « plante-hôte » des chenilles des papillons suivants :
- l’Aurore (Anthocharis cardamines) ;
- la piéride du navet (Pieris napi) ;
- la piéride du chou (Pieris brassicae).

## Répartition et habitat
La plante pousse dans les prairies humides d'Europe et d'Asie de l'Ouest.

## Utilisations

### Alimentaire
Les jeunes pousses et les jeunes feuilles récoltées avant la floraison sont comestibles et consommées de préférence crues car la cuisson leur fait perdre leur goût caractéristique. Elles contiennent un glucoside soufré, la glucocochléarine qui leur donne un goût de cresson légèrement épicé. Elles ont parfois un goût d'éther et une amertume plus ou moins prononcée. Riches en vitamine C, elles sont utilisées dans les salades composées (seules, elles sont trop fortes), sandwiches, crudités, mais aussi comme épices dans les fromages à pâte fraîche ou de type Quark.

### Médicinal
Cette plante est tonique, stomachique, expectorante et antiscorbutique, d'où l'utilisation des feuilles pour concocter des tisanes.